# Lara Favaretto
Lara Favaretto (Treviso, 1973) è un'artista italiana, attiva prevalentemente nella scultura e nell'installazione.

## Biografia
Formatasi all'Accademia di Belle Arti di Brera a Milano e alla Kingston University di Londra, viene selezionata nel 1998 dalla Fondazione Antonio Ratti di Como per il corso superiore di Arti visive tenuto dall'artista inglese Hamish Fulton. Nel 2001 vince la seconda edizione nel Premio Querini-Furla, grazie al quale ottiene una borsa di studio per un periodo di residenza artistica al MoMA PS1 di New York.

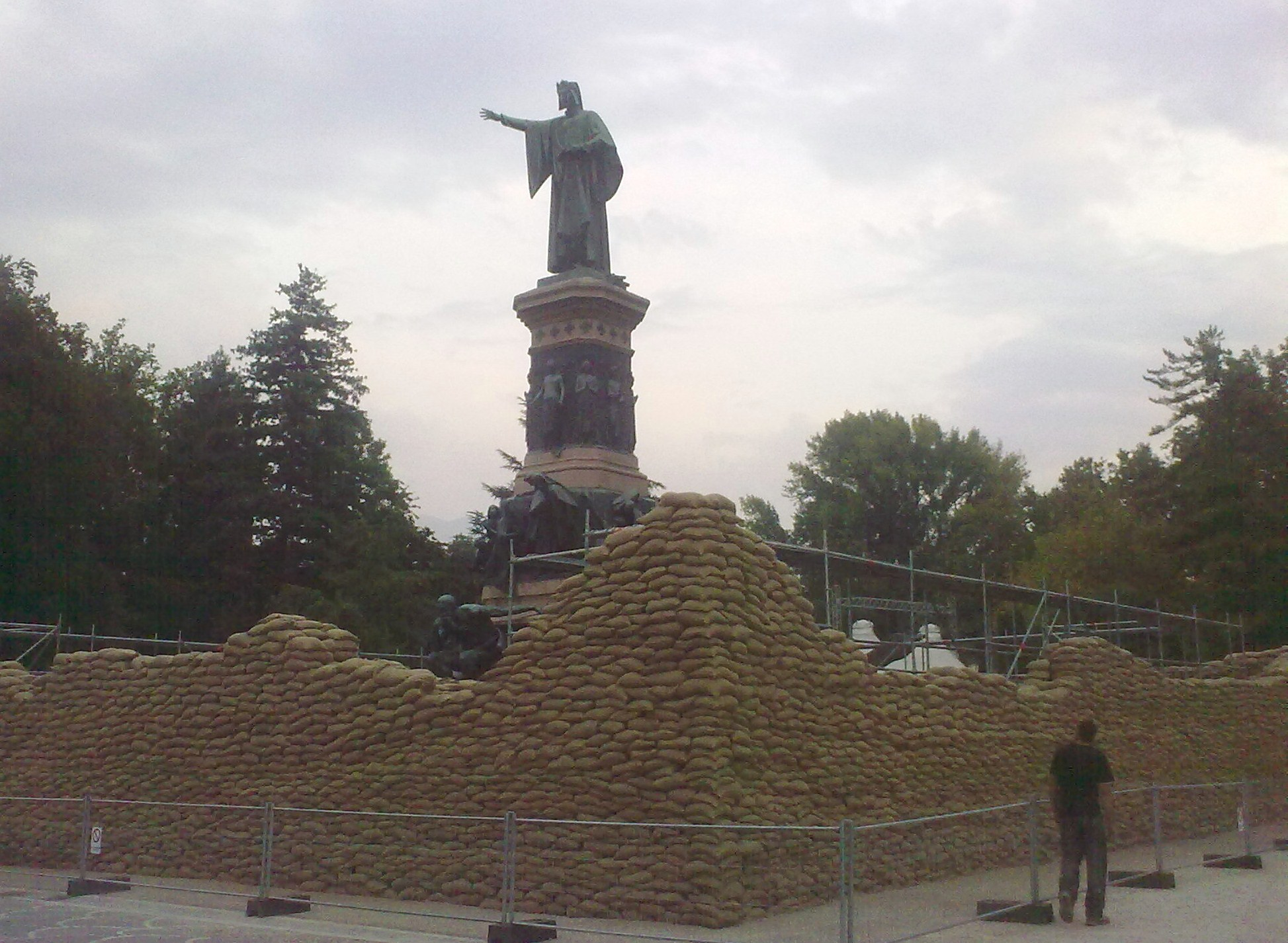
Dante
installato con sacchetti di sabbia

La sua prima mostra personale, intitolata Treat or Trick, è organizzata dalla Galleria d'arte moderna e contemporanea di Bergamo nel 2002.
Nel 2005 vince il Premio per la Giovane Arte Italiana alla Biennale di Venezia del 2004 (consistente nell'acquisto di un'opera da parte del MAXXI - Museo nazionale delle arti del XXI secolo). Nello stesso anno partecipa alla Quadriennale di Roma e alla collettiva Ecstasy: recent experiments in altered perception presso il Museum of Contemporary Art di Los Angeles.
Nel 2008 è presente nuovamente alla Quadriennale di Roma e alla Biennale di Sidney. Ancora presente alla Biennale di Venezia del 2009, espone anche a New York nel 2010. Nel 2012 ritorna ad esporre al MoMA PS1 con la mostra Just Knocked Out.
Nel 2014 partecipa alla controversa decima edizione di Manifesta, che si tiene a San Pietroburgo, mentre nel 2015 il MAXXI - Museo nazionale delle arti del XXI secolo le dedica una mostra personale dal titolo Good Luck, dopo 10 anni dall'acquisizione della sua prima opera.
Nel 2019 è tra gli artisti della mostra May You Live in Interesting Times, evento curato da Ralph Rugoff per la 58ª Biennale di Venezia.

## Collezioni
- MAXXI - Museo nazionale delle arti del XXI secolo[18].
- Collezione Banca Generali, Milano[19].
- Hall Art Foundation, Reading, VT, USA[20].

## Progetti
Il suo lavoro è stato oggetto di esposizioni personali presso istituzioni pubbliche e private internazionali, tra le quali: The Bass Museum, Miami, USA (2019); Museum of Contemporary Art Santa Barbara, Santa Barbara, USA (2019); Kunsthalle Mainz, Mainz, Germania (2018); Nottingham Contemporary, Nottingham, Regno Unito 82017); MAXXI, Roma, Italia (2015; 2010); Rennie Collection, Vancouver, Canada (2015); Carnegie Museum of Art, Pittsburgh, USA (2013); Sharjah Art Foundation, Sharjah, EAU (2012); The Gardens, Vilnius, Lituania (2012); MOMA PS1, New York, USA (2012; 2011); Tramway, Glasgow, Regno Unito (2009); Castello di Rivoli Museo d’Arte Contemporanea, Rivoli, Italia (2005); GAMEC - Galleria D’Arte Moderna e Contemporanea, Bergamo, Italia (2002).
Ha partecipato a numerose mostre collettive in istituzionali internazionali, tra le quali: MGK Siegen, Siegen, Germania (2020); Museum Voorlinden, Wassenaar, Paesi Bassi (2020); Museum Haus Konstruktiv, Zurigo, Svizzera (2019); Jameel Arts Centre, Dubai, EAU (2018); Boghossian Foundation, Bruxelles, Belgio (2018); Queensland Art Gallery / Gallery of Modern Art, Brisbane, Queensland, Australia (2018); Lehmbruck Museum, Duisburg, Germania (2018); Kunsthalle Tübingen, Tubinga, Germania (2018); Hammer Museum, Los Angeles, USA (2018); Essex Museum, Salem, USA (2018); Walker Art Center, Minneapolis, USA (2017), MOCA, Cleveland, USA (2017), Henry Moore Institute, Leeds, Regno Unito (2015); Ny Carlsberg Glyptotek, Copenhagen, Danimarca (2015); Castello di Rivoli - Museo d’Arte Contemporanea, Rivoli, Italia (2014, 2010); Schrin Kunsthalle Frankfurt, Francoforte, Germania (2014); Palais de Tokyo, Parigi, Francia (2013); Sharjah Art Foundation, Sharjah, EAU (2012); Aspen Art Museum, Aspen, USA (2012, 2010); CCA Wattis Institute for Contemporary Arts, San Francisco, USA (2012); MUSAC, León, Spagna (2011); MoMA PS1, New York, USA (2011); Museo Fortuny, Venezia, Italia (2010); Fundación/Colección Jumex, Città del Messico, Messico (2010); Magasin - Centre d’art contemporain de Grenoble, Grenoble, Francia (2010); MART - Museo d’arte moderna e Contemporanea di Trento e Rovereto, Rovereto, Italia (2010); Museo MADRE, Napoli, Italia (2009); MOCA, Los Angeles, USA (2005).
Tra le biennali e le mostre collettive internazionali ricordiamo la partecipazione a: Biennale d'Arte di Venezia, Venezia, Italia (2005; 2009; 2019); Manifesta 12, Palermo, Italia (2018); Skulptur Projekte Münster, Monaco, Germania (2017); 6a Liverpool Biennial, Liverpool, Regno Unito (2016); Manifesta 10, The State Hermitage Museum, San Pietroburgo, Russia (2014); dOCUMENTA(13), Kassel, Germania e Kabul, Afghanistan (2012); 12a Istanbul Biennial, Istanbul, Turchia (2011); 9a Sharjah Biennial, Sharjah, EAU (2009); 16ª Biennale of Sydney, Sydney, Australia (2008).